# Agalinis angustifolia
Agalinis angustifolia là loài thực vật có hoa thuộc họ Cỏ chổi. Loài này được (Mart.) D'Arcy mô tả khoa học đầu tiên năm 1978.